# Tim Conway
Thomas Daniel "Tim" Conway, född 15 december 1933 i Willoughby, Lake County, Ohio, död 14 maj 2019 i Los Angeles, Kalifornien, var en amerikansk komiker, manusförfattare och skådespelare. Conway är bland annat känd för sin medverkan i McHale's Navy och Carol Burnett Show.

## Filmografi i urval
- 1960–1963 – The Steve Allen Show (TV-serie)
- 1962–1966 – McHale's Navy (TV-serie)
- 1967 – Rango (TV-serie)
- 1970 – The Tim Conway Show (TV-serie)
- 1975 – Äppelknyckargänget
- 1975–1978 – Carol Burnett Show (TV-serie)
- 1976 – Gus - matchens hjälte
- 1979 – Gänget drar vidare
- 1980 – The Private Eyes
- 1980–1981 – The Tim Conway Show (TV-serie)
- 1983 – Ace Crawford, Private Eye
- 1995–1996 – Våra värsta år (TV-serie)
- 1999 – Galen i dig (TV-serie)
- 1999–2012 – SvampBob Fyrkant (TV-serie) (röst)
- 2001–2005 – Omaka systrar (TV-serie)
- 2008 – 30 Rock (TV-serie)
- 2014 – Glee (TV-serie)